# Jim Wise
Jim Wise est un acteur et scénariste américain né le 30 juillet 1964 à Santa Monica en Californie.

## Filmographie

### Scénariste
- 1998 : Saturday Night Live (2 épisodes)
- 1998 : Carol (1 épisode)
- 2002-2009 : MADtv (147 épisodes)
- 2006 : Foxworthy's Big Night Out (1 épisode)
- 2009-2010 : The Jay Leno Show (27 épisodes)
- 2010-2013 : The Tonight Show with Jay Leno (164 épisodes)
- 2014 : The Arsenio Hall Show (38 épisodes)
- 2014 : Pitbull's New Year's Revolution
- 2015 : Guys Choice Awards 2015
- 2015 : Best Time Ever with Neil Patrick Harris (8 épisodes)
- 2017 : 69e cérémonie des Primetime Creative Arts Emmy Awards
- 2017 : Better Late Than Never (1 épisode)
- 2018 : A Little Help with Carol Burnett

### Acteur

#### Cinéma
- 1989 : Hollywood Chaos : le manager du café
- 1992 : Body Waves : Dooner
- 1992 : Bloodfist IV: Die Trying : le policier à la pizza
- 1994 : Revenge of the Red Baron : le médecin principal
- 1995 : Hostile Intentions : le petit-ami
- 1995 : Showgirls
- 1996 : Space Jam : l'assistant de la police
- 1997 : Clockwatchers : l'homme au bar
- 1998 : Casper et Wendy : le fan affamé
- 1998 : Une nuit au Roxbury : le serveur au club
- 2000 : The Adventures of Cinderella's Daughter : Fred
- 2001 : Mon copain Mac, héros des étoiles : le policier de l'air
- 2001 : Sex Academy : le commentateur du football
- 2002 : Love Liza : Bland
- 2004 : Bob l'éponge, le film : le chanteur du Rock des Gloutons Barjots
- 2006 : The Enigma with a Stigma : Jack Durham
- 2006 : Danny Roane: First Time Director : le cow-boy
- 2006 : Soup of the Day : Dave
- 2006 : Ricky Bobby : Roi du circuit : Jim Bohampton
- 2009 : Green Lantern: First Flight : le lieutenant
- 2012 : Scooby-Doo : Le Chant du vampire : Henry
- 2012 : Batman: The Dark Knight Returns : Femur
- 2012 : Hôtel Transylvanie : la tête réduite et l'hydre
- 2015 : Hoovey : le commentateur du basketball
- 2015 : Hôtel Transylvanie 2 : voix additionnelles
- 2018 : Twominutesoffame : Donald Trump

#### Télévision
- 1988 : It's Garry Shandling's Show (1 épisode)
- 1993 : Loïs et Clark : Les Nouvelles Aventures de Superman : un homme (1 épisode)
- 1994 : In Living Color (1 épisode)
- 1994 : Les Sœurs Reed : le photographe (1 épisode)
- 1995 : Notre belle famille : l'entraîneur (1 épisode)
- 1995-1996 : Aaahh!!! Real Monsters : le rappeur et le prédicateur (2 épisodes)
- 1996-2003 : Le Drew Carey Show : Harry le tuba et le DJ du karaoké (2 épisodes)
- 1998 : Carol : Johnny (1 épisode)
- 1998 : Voilà ! : Kenny (1 épisode)
- 1999 : Sabrina, l'apprentie sorcière : Brady (1 épisode)
- 1999 : Zoé, Duncan, Jack et Jane : Matt (1 épisode)
- 1999 : Friends : Kyle (1 épisode)
- 1999-2000 : Les Dessous de Veronica : Steve et Heckler (2 épisodes)
- 1999-2000 : Dilbert : Loud Howard (30 épisodes)
- 2000 : Deuxième chance : Tom (1 épisode)
- 2000 : Batman, la relève : Maddie (1 épisode)
- 2000-2001 : JAG : Mickey Gallo (2 épisodes)
- 2000-2001 : Clerks : Les Employés modèles (3 épisodes)
- 2000-2003 : La Guerre des Stevens : Coach Tugnut (18 épisodes)
- 2001 : La Double Vie d'Eddie McDowd : Wilard (1 épisode)
- 2002 : The Zeta Project : Dr Byrne (1 épisode)
- 2002 : Son of the Beach : l'agent du FBI (1 épisode)
- 2002 : La Ligue des justiciers : le videur (1 épisode)
- 2002-2003 : Invader Zim : plusieurs personnages (2 épisodes)
- 2003 : Drôles de vacances : Coach Tugnut
- 2004 : Le Roi de Las Vegas : la dinde (2 épisodes)
- 2004-2007 : Higglytown Heroes : Fripp (4 épisodes)
- 2005 : Jenny Robot : plusieurs personnages (1 épisode)
- 2005 : Phénomène Raven : Aldo (1 épisode)
- 2005 : American Dad! : M. Durbin (1 épisode)
- 2006 : Batman : Détective (1 épisode)
- 2007 : Les Sorciers de Waverly Place : M. Malone (1 épisode)
- 2010-2013 : The Tonight Show with Jay Leno : plusieurs personnages (15 épisodes)

#### Jeu vidéo
- 2000 : Escape from Monkey Island : l'opérateur et le gérant du Starbuccaneer
- 2001 : Tony Hawk's Pro Skater 3 : voix additionnelles
- 2002 : X-Men: Next Dimension : voix additionnelles
- 2004 : EverQuest II : Gualdry, Sean Wellfayer et Mitigus Obedire
- 2004 : Bob l'éponge, le film : voix additionnelles
- 2009 : Ready 2 Rumble Revolution : voix additionnelles